# هيلينا فايجل
هيلينا فايجل (بالألمانية: Helene Weigel )‏ (و. 1900 – 1971 م) هي سياسية، وممثلة مسرحية، وممثلة أفلام من النمسا، وألمانيا الشرقية، ولدت في فيينا، توفيت في برلين، عن عمر يناهز 71 عاماً.

## مناصب
تولت منصب عضو في مجلس الشعب ‏.

## جوائز
حصلت على جوائز منها:
- ترتيب الاستحقاق الوطني الذهبي
- وسام نجمة صداقة الشعوب لألمانيا الشرقية [الإنجليزية]‏
- الجائزة الوطنية لجمهورية ألمانيا الديمقراطية
- وسام كارل فون أوسيتزكي  [لغات أخرى]‏.

## وصلات خارجية
- هيلينا ويجل على موقع IMDb (الإنجليزية)
- هيلينا ويجل على موقع الموسوعة البريطانية (الإنجليزية)
- هيلينا ويجل على موقع روتن توميتوز (الإنجليزية)
- هيلينا ويجل على موقع مونزينجر (الألمانية)
- هيلينا ويجل على موقع ألو سيني (الفرنسية)
- هيلينا ويجل على موقع قاعدة بيانات الأفلام السويدية (السويدية)
- هيلينا ويجل على موقع إن إن دي بي (الإنجليزية)
- هيلينا ويجل على موقع قاعدة بيانات الفيلم (الإنجليزية)